# Skřinářov
Skřinářov település Csehországban, a Žďár nad Sázavou-i járásban. Skřinářov Březí, Milešín, Kadolec, Osová Bítýška, Ořechov és Heřmanov településekkel határos. Lakosainak száma 151 fő (2024. január 1.).

## Népesség
A település lakosságának változását az alábbi diagram mutatja:
| Lakosok száma | 287  | 315  | 273  | 262  | 218  | 136  | 150  | 155  | 154  | 151  |
|               | 1869 | 1900 | 1921 | 1961 | 1980 | 2011 | 2016 | 2019 | 2021 | 2024 |